# Anette Olzon
Anette Ingegerd Olsson (født 21. juni 1971 i Katrineholm), kendt under kunstnernavnet Anette Olzon, er en svensk sangerinde, bedst kendt som forsangeren i det finske symfoniske power metal-band Nightwish fra 2007 til 2012. Hun er vokalist i det svenske band Alyson Avenue og svensk-finske The Dark Element.
Den 1. oktober 2012 meddelte Nightwish, at hun ikke længere var en del af bandet. Olzon havde selv erstattet Tarja Turunen i 2007 og blev efterfulgt af Floor Jansen.